# THE SINGLES SONY MUSIC YEARS 1993 - 2002
『THE SINGLES SONY MUSIC YEARS 1993 - 2002』（ザ シングルズ ソニーミュージックイヤーズ 1993 - 2002）は、2010年3月24日発売の古内東子3枚目のベスト・アルバム。

## 解説
1993年リリースのデビュー･シングル｢はやくいそいで｣から､2002年リリースの｢恋なんて｣まで､Sony Records在籍時にリリースした全シングル表題曲21曲と、支持の高いアルバム収録曲9曲を収録した2枚組ベスト・アルバム。ブルースペックCD使用。

## 収録曲
全作詞・作曲：古内東子（特記以外）

### Disc.1
1. はやくいそいで
編曲：田辺恵二
2. あいたくなったら
編曲：田辺恵二
3. Distance (Remix)
編曲：遠藤亮
4. 逢いたいから
編曲：遠藤亮
5. キッスの手前
編曲：遠藤亮
6. Peach Melba
編曲：木原龍太郎
7. Lighter
編曲：遠藤亮
8. うそつき
編曲：木原龍太郎
9. 誰より好きなのに
編曲：小松秀行
10. 歩き続けよう
編曲：遠藤亮
11. Strength
編曲：Michael Colina
12. 星空
編曲：小松秀行
13. いつかきっと
編曲：小松秀行
14. かわいくなりたい
編曲：遠藤亮
15. 大丈夫
編曲：小松秀行

### Disc.2
1. 悲しいうわさ
編曲：小松秀行
2. 宝物
編曲：小松秀行
3. 銀座
編曲：小松秀行
4. 心にしまいましょう
編曲：小松秀行
5. 淡い花色
編曲：小松秀行
6. 45分
編曲：古内東子
7. 返事
編曲：Herman Jackson
8. 想ってれば想ってるほど
編曲：村島一郎
9. 「そばにいて」
編曲：村島一郎
10. Sandalwood
編曲：古内東子
11. My Brand New Day
編曲：村島一郎、金子飛鳥
12. 昨日にさよなら
編曲：村島一郎
13. IN MY LIFE
作詞・作曲：J.Lennon & P.MacCartney、編曲：古内東子
14. この手のひら
編曲：古内東子
15. 恋なんて
編曲：五十嵐宏治